# Judecător

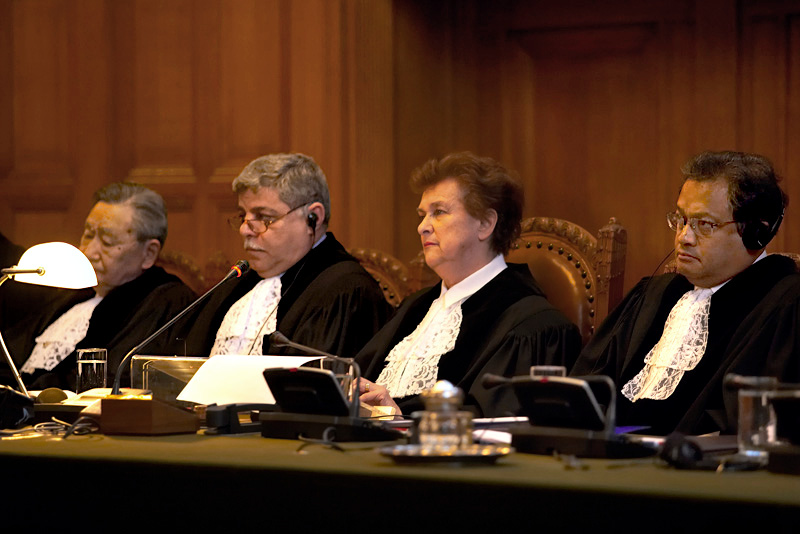
Judecătorii Curții Internaționale de Justiție

Judecătorul este un magistrat care prezidează procedurile judiciare, fie singur, fie ca parte a unui grup de judecători. Puterile, funcțiile, metoda de numire, disciplina și modul de formare a judecătorilor variază considerabil, în lume. Judecătorul ar trebui să fie imparțial în administrarea probelor și să își desfășoare activitatea într-o ședință publică. Judecătorul audiază martorii, verifică orice alte probe relevante cauzei, prezentate de către părți, evaluează credibilitatea și argumentele părților implicate în proces, iar, apoi, pronunță o hotărâre, în această privință, bazată pe interpretarea pe care acesta o are asupra faptelor prezentate, coroborată cu prevederile legale în materie. În unele jurisdicții, competențele judecătorului pot fi partajate cu un juriu compus din persoane din afara sistemului juridic (cetățeni selectați). 
În România, activitatea judecătorilor este reglementată prin Legea nr. 303/2004 și prin Legea nr. 317/2004. Judecătorii răspund disciplinar pentru abaterile de la îndatoririle de serviciu, precum și pentru faptele care afectează prestigiul justiției. Abaterile disciplinare, sancțiunile disciplinare și procedura disciplinară sunt reglementate în art. 98-101 din Legea nr. 303/2004 și art. 44-50 din Legea nr. 317/2004.
În Scoția, șerifii sunt judecători.
Judecătorul sindic este un judecător cu atribuții speciale, în cadrul procedurilor de faliment și insolvență.
Judecătorii sunt desemnați, de obicei, de către sucursalele executive sau legislative. Într-un număr de state din SUA, în cantoanele Elveției și în alte țări, judecătorii sunt aleși de popor. Judecătorii depun jurământul juridic. Există garanții de imunitate și inamovibilitate a judecătorilor. În multe țări, judecătorii sunt numiți pe viață (de obicei, până la o anumită limită de vârstă), pentru a elimina presiunea politică sau psihologică asupra lor de către puterea executivă sau alegători.
În multe țări, judecătorii poartă o mantie (neagră sau roșie), ca semn al poziției lor. În Marea Britanie și multe dintre fostele sale colonii, o perucă este, de asemenea, un semn al unui judecător. Purtarea de mantale și peruci (care echilibrează individualitatea judecătorilor) este dictată de necesitatea de a sublinia faptul că deciziile judecătorilor nu decurg din prejudecăți personale, preferă sau nu, ci din lege. «Onorarea dumneavoastră» se referă la judecători din multe țări; în țările europene, «domnule președinte».